# Sinem Ünsal
Sinem Ünsal (Esmirna, 21 de junio de 1993) es una actriz turca, conocida por su papel en la serie de televisión Kızım, Siyah Beyaz Aşk y Mucize Doktor.

## Biografía
Sinem Ünsal es una actriz turca, nacida el 21 de junio de 1993, como la segunda hija de su familia, en la ciudad de Esmirna, Turquía.
Su madre es de ascendencia circasiana, mientras que su padre es de ascendencia azerí.
Ünsal siempre soñó con interpretar papeles en el cine y el teatro. Por ello es que, al ser dueña de una energía imparable, Sinem Ünsal terminó la educación media superior y continuó con la educación superior en la universidad de Eskisehir Osmangazi (una de las más reconocidas de Turquía), en donde, además de la actuación y los deportes, descubrió que la literatura era su gran debilidad.
Así que la elección para su carrera era simple: Literatura y Actuación, las cuales comenzó a cursar por las mañanas, y por las tardes, dividía su tiempo entre la gimnasia, el running y las clases de canto y teatro, graduándose así con un título en Literatura Comparada y Actuación.
Aun así, ella comenzó en otro ámbito, pues gracias a su armoniosa belleza, se hizo un lugar en el mundo de la publicidad haciendo que se le contratara para trabajar como modelo, ya que la combinación entre su mirada y esa sonrisa perfecta lograron que llegara a protagonizar diversas campañas publicitarias, y así, de esta manera, los cástines se volvieron una parte de su día a día.
Pero, al principio, se le hizo cuesta arriba.
“Nadie quería que una modelo publicitaria actuara o incluso protagonizara una novela” (Sinem Ünsal).
Pero a su talento y paciencia, Ünsal le sumó experiencia. Y así su primera oportunidad llegó y poco a poco ha formado una trayectoria (aunque pequeña, muy satisfactoria) interpretando diversos personajes en series de televisión y obras teatrales. A lo largo de estos años de carrera, ha aumentado su experiencia, así como su fama. En su cuenta de Instagram, sus seguidores se multiplican y han llegado a los 2.1 millones. Los comentarios se suman de a miles en cada publicación que ella hace. Aun así, poco se sabe de su vida privada.
“Disfruto del reconocimiento. Pero prefiero el bajo perfil” (Sinem Ünsal).
Además de la actuación, Ünsal se encuentra escribiendo su primer libro de ficción y aunque no ha mencionado de qué se trata, se sabe que disfruta de la actividad y lo está realizando con entusiasmo y gusto.

## Filmografía
| Televisión                                       | Televisión                               | Televisión                                   |
| ------------------------------------------------ | ---------------------------------------- | -------------------------------------------- |
| 2 de marzo de 2017 - 22 de junio de 2017         | Çoban Yıldızı (La Estrella Del Pastor)   | Güneş                                        |
| 15 de octubre de 2017 - 28 de mayo de 2018       | Siyah Beyaz Aşk (Amor En Blanco y Negro) | Gülsüm Aslan                                 |
| 19 de septiembre de 2018 - 31 de mayo de 2018    | Kizim (Mi hija)                          | Sevgi Günay                                  |
| 12 de septiembre de 2019 - 27 de mayo de 2021    | Mucize Doktor (Doctor Milagro)           | Nazlı Gülengül - Nazlı Gülengül De Vefa      |
| 7 de noviembre de 2021 - 12 de diciembre de 2021 | Elbet Bir Gün (Seguramente Un Dia)       | Feride Yilmaz – Gizem Kaplan – Gizem Kiliçli |
| 8 de junio de 2022 - 3 de agosto de 2022         | Gizli Sakli (Confidencial)               | Naz Arica - Yaz Güneş                        |

| Teatro | Teatro                                  | Teatro  |
| --- | --------------------------------------- | ------- |
| 12 - 15 de enero de 2019 3 - 7 de junio de 2019 | Bir Alaturka Kikayet "Raif ile Letafet" | Letafet |
| 26, 27, 28, 30 de marzo de 2022 7, 15, 23, 29 de abril de 2022 12, 13, 19, 20, 29, 30 de mayo de 2022 8, 15, 30 de junio de 2022 5, 20, 21 de junio de 2022 14, 15 de agosto de 2022 14, 15, 21 de septiembre de 2022 | Aydinlikevler                           | Gamze   |